# 查尔斯·S·费尔柴尔德
查尔斯·斯特宾斯·费尔柴尔德（Charles Stebbins Fairchild，1842年4月30日—1924年11月24日），美国政治家，曾任美国财政部长（1887年-1889年）。
| 前任： 丹尼尔·曼宁 | 美国财政部长 1887年 - 1889年 | 繼任： 威廉·温德姆 |